# آنا جلنچیچ
آنا جلنچیچ (انگلیسی: Ana Jelenčić؛ زادهٔ ۸ ژوئن ۱۹۹۴) بازیکن فوتبال اهل کرواسی است.
وی همچنین در تیم ملی فوتبال زنان کرواسی بازی کرده‌است.